# Thando Hopa
Thando Hopa (* 1989?, Sebokeng, Jihoafrická republika) je jihoafrická prokurátorka a modelka, známá díky svému albinismu a boji za práva albínů v Africe, kde jsou albíni pronásledování a poškozování například amputací končetin či zabíjeni. Následně jsou části jejich těl prodávány na černém trhu.[zdroj?] Některé kultury a skupiny přisuzují částem těla albínů magické vlastnosti – například v Tanzanii.[zdroj?] V roce 2018 získala ocenění 100 Women od BBC.